# Killing Floor
Killing Floor（キリング フロア）は2009年5月14日にTripwire Interactiveから発売されたFPSゲーム。続編としてKilling Floor 2がある。

## ストーリー
ある8月の最後の日、活気あるロンドンの街はすべてが変わってしまった。
有名な生化学関連企業「ホージン社」のオフィスを数千人の暴徒が包囲しているという通報が寄せられたのだ。
すぐに市街の秩序回復のため、この暴徒達を鎮圧すべくロンドン市警の機動隊が呼び出された。
目撃者の証言では、「ホージン社」のエントランスは粉々に粉砕されているようだった。
警察は政府お抱えの軍産企業に対して、少々まずい事になっても、建物の内部を調査せざるを得なかった。
数人の武装した若い機動隊員が建物内部へ潜入、彼らは自身が活躍する機会を逃したくなかったのだ。
現場に到着した警官達は放棄されたエントランスを発見した。生々しい傷跡を残している大きな穴が穿たれた扉の残骸、
捻じ曲がった金属の塊等、それらすべてが暴徒達を早期に鎮圧せねばならない事を物語っていた。
そして、機動隊長がその場にいた隊員達の意見を聞いていた時、暴徒の一人がエントランスの瓦礫の中から転がり出てきた。
この暴徒が恐ろしい混乱を引き起こすまでには、瞬く間しか要さず、この素っ裸でやつれた姿のモノは手近な警官の
首へ噛み付いて、その肉を食い千切った。その次の瞬間には、機動隊の持つ9mm拳銃が一斉に火を噴いて、ソレを殺した。
空気に新たな血臭が撒き散らされ、その臭いに釣られたのか建物の中から、大勢の暴徒達が姿を現した。
彼らは何かを渇望するように、遠吠えを上げながらゆっくりと動き出す。彼らは大きいモノや小さいモノがおり、
手足には彼らが断末魔に手にしていた物なのか電動ノコギリや肉切り包丁が握られていた。
機動隊長はそれらが、ちょっとばかり気の利いた不気味なサーカス団である事を祈るしかなかった。
　　　8月の最後の日、ロンドンは凄惨な屠殺場と化した。
（KillingFloorWiki、ストーリー和訳ページより）

## 概要
元々はUnreal Tournament 2004のModとして公開されていたものを、Tripwire InteractiveがMod開発の主要メンバーと版権を買い取り有料化したものである。Steamでのダウンロード販売が中心となっていて、パッケージ版は英国や北米で発売されている。日本語版は今のところ無いが、有志によりメニュー項目や一部の文章が日本語化されている。
また、有志によるカスタムマップを容易に導入することが出来、Mod 時代からの資産も相まって100を優に超す数のマップが存在する。
ただし、プレイヤースキン（キャラクターの見た目）はユーザが追加することは出来ず、有料のスキンを購入する必要がある。
Tripwire Interactiveの主催によりカスタムマップコンテストもしばしば行われており、優秀なマップには賞金や賞品が贈られ、カスタムマップの公式採用にまで至る例もある。
本作には少なからずとも昔ながらのFPSゲームからの影響があると海外ファンから指摘されている。Hell On Earthは難易度の名前という意味でもありながら、DOSゲーム「Doom2」の副題にも成っており、”デスメタル的な音楽を聴きながら、怪物だらけの殺伐とした世界で戦い抜く”と言うB級テイスト溢れる世界も共通している。（ただしDoomが”高速ダッシュして敵の攻撃をサイドステップで避けつつ、走りながら射撃してゴールへ駆け込む”のとは違い、テクノロジーの進歩によりリアリティと演出が向上したKFは”基本静止してヘッドショットを狙い、相手に近づかれたら的の大きい胴体に乱射しつつ後退する"と区別されている。）

## システム
wave（ウェーブ）
いわゆるラウンドの事。指定された数の敵を倒すとそのwaveは終了し、トレーダーが店を開ける。そして店が閉店すると次のwaveが始まる。というのがこのゲームの流れである。基本的に後のwaveになればなるほど敵の数が増え、より強力なSpecimenが登場する。すべてのwaveが終了するとボスが登場し、ボスを倒すかプレイヤーが全滅するとそのマップは終了となる。
難易度
Beginner・Normal・Hard・Suicidal・Hell on Earth(HoE)の５つに分かれている。難易度が上がると敵の体力や移動速度、一回のwaveにおいての敵の数が増えてくる。ただしSuicidalとHoEにおいては一部特別強化が行われている。
Clotの掴みから逃れられない(Berserker以外でも通常ならClotのいない方向へ移動しつつジャンプをし続けると逃げられた)、スクレイクの格闘攻撃スタンが1回まで、スクレイク及びFPの対クロスボウ能力値アップ(頭部へのダメージ65%カット)、FPの発狂時間2倍、9mmのヘッドショットボーナス減少(140%→40%　HoEのみ)、Lv6 Berserkerリスポン時のアサルトベストボーナス削除(HoEのみ)
トレーダー
waveの合間の敵が居ない時にだけ店を開く。店はひとつのマップに複数点在し、店を開けている時間は60秒とかなり短い（Beginnerのみ90秒）。なので「最後の一匹は店の近くで倒す」のが得策とされている。
金
敵を倒したり武器を店で売るなどすると金が手に入り、店でより強い武器を買うことができる。難易度が上がると、敵一匹あたりからもらえる金は少なくなる。waveの途中で死んだ場合でも金は減らない。金を渡すこともできるので、協力して途中参加のプレイヤーの装備を充実させることもできる。ちなみに金の表記は＄（ドル）ではなく￡（ポンド）。これはゲームの舞台がイギリスだからである(マップ名にずばり『西ロンドン』等がある)
Zed-Time
ヘッドショット等で敵を倒した際に、一定時間スローモーションになる。（発生条件は不明）。マルチプレイの際には、誰かが発動するとプレイしている全員に適用される。Perkボーナスで最大四回まで連続で発生させることができる。
重量
一部を除くほとんどの武器には重量を示すポイントが割り当てられており、プレイヤーのポイント数（デフォルトは15、Perkボーナスで最大24）を超える場合はその武器を持つことはできない。
注射器
シリンダー外付けの注射銃で、中には体力を回復させる薬液が封入されている。装備した状態で左クリックすれば射程内の味方に、オルトファイアで自分に注射する。COOPゲームとして協力プレイに重点を置いている本作らしく『他者に注射すると薬液を50％しか消費しない、また数￡の回復ボーナスが手に入る』ので基本は味方と回復し合う方が効率が良い。一回使用するごとにシリンダーを交換するモーションに入るが武器切り替えでキャンセル可能。薬液の効能やチャージ時間はField Medic Perkの影響を受ける。何故か何度使用しても針は変えず上の薬液だけを付け変える。
溶接
ドアを溶接することで敵の侵入を防ぐことができる。溶接するとドアに耐久力を設けることができ、最大100%まで上昇する。耐久力が0%になるとドアは破壊される。破壊されたドアは、そのwaveが終わると復活する。溶接機にはゲージが設定されており、溶接し続けるとチャージゲージがどんどん下降してゆくため一定時間以上使うと性能が低下する。(ゲージは注射器同様時間と共にリチャージする)
プレイヤー
プレイヤーはwave開始前に自分のアバターとPerkを選択し、過半のプレイヤーがReady状態になることで秒読みが開始される。アバターは最初に使える4人以外はDLCとして別売りされており、３つのDLCに各4人、合計16人の内から一人を選ぶことになる。
Wave中に死亡するとそのWave内では復活する手段は無く、味方が敵を倒すのを待つだけになるため、ダメージを受けた味方を救護することはKFにおいて重要なミッションである。(サーバによっては自由視点を許可しているためその間にマップ内を見て周り敵の位置や構成を味方に伝えたりして補助することは可能)敵スペシメンを全滅させられれば最初のスポーンポイントに復活し、部隊が全滅すると『Wiped Out』(壊滅)と表示され次のマップへ移行する。また登場人物は全員イギリス出身であるらしく、スラングやイントネーションはイギリス人のものである(最も、メタ的なことを言ってしまえばキャラボイスは2通りしかないのだが。)

## Specimen
設定としては生体兵器だが、イメージとしては一般的に言われているゾンビと大差はない。ボス以外の全ての敵は、うまく頭部を狙えば頭を吹き飛ばす「ヘッドショット」ができる。その敵特有の特殊能力は消え去るが、即死でなかった場合は頭が吹き飛んだ後も数秒間は動いて攻撃してくる。
Clot（クロト　『群れ』『愚か者』といった意味）
動きが遅く体力・攻撃力も低い雑魚敵。しかし、掴まれると移動ができなくなるので油断は禁物。
Bloat（ブロート　『膨張した』『デブ』）
背が高くブクブクに太ったSpecimen。移動は遅いが口から毒液を吐き、死亡時にも爆発して毒液を撒き散らす。毒液を食らうと継続的にダメージを食らい続ける上に視界不良に陥る。
余談だが、Bloatとプレイヤーの間に何らかのSpecimenが居て敵が吐射物を浴びた場合、Bloatを敵と見なし攻撃し出す。また、たまに屁をこく。
元ﾈﾀが実は存在する。モノリス社の開発したBloodと言うゲームにほぼ似ている"BLOATED BUTCHER"なる敵がいる。
Stalker（ストーカー　追跡者）
小柄の女性型Specimen。体力はClotよりも低いが、透明化して近づいてくる上に移動速度が速いのでいつの間にか接近されていることも。Commandoの特殊能力で一定範囲内のStalkerを見破れるが、よく見ればそれ以外のPerkでも見破れないことはない上におしゃべりなので声で接近の察知が可能。
Gorefast（ゴアファスト　『残酷』をあらわすGoreと『早い』のFastをかけた造語と思われる）
片腕に刃が付いている赤色のSpecimen、下顎と左手を欠損しており右手も二つに分かれるように裂けている。赤いのは全身の皮膚がなく筋肉がむき出しのせいで、Wave中に初めて会った時の自動で発される台詞のなかにもそれをからかう内容がある。プレイヤーとの距離が一定以下になると走って近づいてくる。体力・攻撃力ともに雑魚の中では高い方なので囲まれると厄介な相手。
Siren（サイレン　『警笛』）
女性型Specimen。移動は遅いが叫び声で遠距離攻撃してくる。この叫び声はあらゆる爆発物を消滅させる上に、アサルトベストを無視して直接HPを減らすという強力なもの。しかも攻撃は重複するため複数のSirenのコンサートを静聴するのは自殺行為である。
Crawler（クロウラー　Crawl=『這う』つまり『這う者』）
虫のような形をしたSpecimen。他のSpecimenとは違い、天井などから奇襲をかけてくる。移動時の姿勢が非常に低い上に、素早く飛び掛って攻撃してくるので近接攻撃主体のBerserkerには非常にうっとうしい敵。基本的に暗いマップの多いKFでは気付いたら足元で攻撃を加えてきているということが多い。しかし体力は最低レベルである。
Scrake（スクレイク　Sc=Scaleの『引掻く』『削ぐ』といった意味とrake『獲物をくまなく探す』といった意味ではないかといわれている）
片腕にチェーンソーを取り付け、前掛けのエプロンをしている大柄なSpecimen。通常は歩きだが、体力が四分の三以下になると走って近づいてくる。Gorefastと特徴が似ているが、体力は比較にならないほど高い。走り出すと一定時間ごとにダメージを受けるようになっているため走りっぱなしということはない。アップデートでダッシュ時に能力が上昇するようになった
FleshPound（フレッシュパウンド　『肉を砕く』）
腹部と背中にランプを取り付けた大柄なSpecimen。Scrakeよりも大きい。体力・攻撃力ともに非常に高く、ドリルのような物がついた両腕を振り回して攻撃してくる。一定時間が経過、もしくは一定量のダメージを与えるとランプが赤くなり発狂し、移動速度と攻撃力が上がる。あらかじめプレイヤーの一人を狙って一直線で向かってくるが、近いプレイヤーにターゲットを移すように現在は修正されている(いずれにせよ同時に攻撃するのは一人)。高い耐火補正(-75%)及び防弾補正(-50%、ただし散弾は-25%)を持っており小口径の豆鉄砲でチマチマ撃つのは逆に発狂を誘う下策である、しかし爆発物は200%ダメージとなっている。高レベルのSharpshooterが使用するクロスボウやDemolitionの爆発物などが効果的。余談だが発狂時の突進攻撃はFFがあるため他のSpecimenを轢殺する場合があるが、Bloat,Scrake,Haskといった高体力のSpecimenの場合は生き残り、FPを敵と認識するようになる。また彼(？)の台詞を聞くにコンピュータ制御されている可能性が高い。
Patriarch（ペイトリアーク　『家長』『始祖』）
全てのwaveを終えた後に登場するボスキャラ。その正体はSpecimen製作の中心人物 Kevin Clamely であり、自らを実験台にした結果としてこの姿に成り果てた。
近距離では殴り・腹部からの触手攻撃(多段ヒット)、遠距離ではチェーンガン・ロケットランチャーによる攻撃をおこなってくる。当然ながらどの攻撃も威力が高い。透明化して移動するが、Stalkerのそれよりも高度でほぼ完全に透明である。Commandoの能力で見破れるのは変わらない。一定量ダメージを与えると雑魚敵を呼び出した上で逃亡、腰の注射器で回復して再び登場してくる(注射器は3本しか持っておらず、4回目の回復はない)。
また腹部からの触手攻撃は多段の上にレンジがワイドに強化され複数プレイヤーにヒットするようになった。
Husk（ハスク　『嗄れ声』）
2009/10/22のアップデートで追加された、遠距離攻撃を得意とする男性型Specimen。右手から燃焼効果のある弾を打ち出してくる。Sirenよりも遥かに長い射程を持ち、照準性能も高く的確に予測射撃を行ってくる。火炎弾はFirebugのPerk効果(Lv4以上)で無効化可能。

## Perk
以下の７つのPerkを選択することによって、そのPerk特有の様々な恩恵を受けることができる。レベルの概念が存在し、Perk毎に指定された条件を満たすことによってレベルが上がる。これは装備の条件さえ満たしていれば、どのPerkを選択していてもよい（例：Commandoで近接攻撃をした場合、Berserkerのレベルアップ条件が満たされていく。どのPerkでも溶接機或いは注射器を使えばそれぞれSupport Specialist及びField Medicの経験値として処理される）。レベル５以上になると、スタート時・リスポン時にデフォルトの装備に加えて特定の武器・防具を装備した、通常より有利な状態でスタートすることができる。和訳は便宜上のものである。
Field Medic（フィールド メディック　衛生兵）
味方の回復に長けているPerk。他のPerkより注射器のチャージが早くなり、HPの回復量も増える。また移動速度が速く、最終的には全Perk中トップの移動速度になる。さらに、MP7 メディックガンを9割引という破格の安値で購入することができる。
- Perk効果　注射器容量及び薬液効能の増加、Bloatの吐瀉物ダメージ低下(またアーマー着用時に限りエフェクト無効化)、アーマー割引及び着用時のダメージ低下、移動速度上昇、MP7割引及び装填数増加。

Support Specialist（サポート スペシャリスト　援護兵）
最大の特徴として重量の限界を増やすことができる。これにより、他のPerkでは同時に持つことが不可能な組み合わせの武器も持つことができる。ショットガンの割引・威力強化、手榴弾の携行数増加など「面」と「点」への攻撃力を兼ね揃えた万能的なPerkであるが、ショットガンは所持弾数や連射力・リロード速度に乏しい傾向にあるため、長丁場を苦手とする。
- Perk効果　散弾ダメージ･貫通能力･所持弾数増加、手榴弾のダメージ及び所有数増加、重量規制緩和、溶接機のリチャージ及び溶接速度上昇、ショットガン割引。

Sharpshooter（シャープシューター　特級射手）
全Perkに共通する頭へのダメージボーナスが大きく上昇する、頭への一点集中攻撃の精度に比例して絶大な効果を発揮するPerk。クロスボウのヘッドショットダメージが単体で6倍の補正を持つためSharpshooterがクロスボウでFPやスクレイクといった高体力の中ボス的存在を駆逐するのが全ウェーブ生存の鍵となる。
- Perk効果　Sharpshooter属性の銃器(ハンドキャノン･9mm･M14 EBR･レバーアクションライフル･クロスボウ)ダメージ上昇･リコイル低下･リロード短縮、全武器のヘッドショット時のダメージ追加(通常のダメージ上昇とは重複しない)、属性武器割引。2010年12月のアップデートでヘッドショットのダメージのみ上昇するようになった。また拳銃のリコイルとリロード関連のボーナス削除。

Berserker（バーサーカー　狂戦士）
全Perk中唯一の近接攻撃に特化したPerk。攻撃だけでなくClotの掴みを無効化する、各種攻撃のダメージ値を下げるといった防御面も強化され、あらゆる攻撃からのダメージを減少させる。最前線を張り、後衛の盾となるPerkである。しかしダメージは減少するだけなので過信は禁物である。Field Medicと違い常に防御力アップの恩恵を受けられるが移動速度の上昇は近接武器装備時のみとなっている（Field Medicは逆に常に足が速いが防御力はアーマー着用時のみ上がる）
- Perk効果　Clotからの掴み無効、近接武器のダメージ･攻撃速度･移動速度上昇及び割引、被ダメージの低下(Bloat吐瀉攻撃は更に低下率UP)、Zed-time時間の延長。

Commando（コマンドー　特別奇襲隊員）
StalkerやPatriarchなどが使ってくる透明化を無効化したり、敵の体力を頭上に表示されるHPバーで視認することができる、支援的な要素が強い。ただし主力とするアサルトライフルは総じて瞬間的な火力に劣るため、FPなどのボス的存在には基本的にかなり苦手。頭を狙う精度を武器に、雑魚を掃除して防衛線を維持するのが主な役目になるだろう。
- Perk効果　属性武器(アサルトライフル)のリコイル及び値段低下･ダメージ及び装弾数上昇、全武器のリロード時間短縮、一定範囲内の透明化している敵及びHPの視認、Zed-time延長。

Firebug（ファイアーバグ　放火魔）
火炎放射器の扱いに長けており、面攻撃に特化したPerk。火炎放射器の割引・威力増加に加え、手榴弾に燃焼効果を付属することができる。(ただし投げてから爆発するまでは通常の手榴弾と変わらない)
- Perk効果　火炎放射器とMAC-10の割引、威力･射程及び装弾数(マガジン容量)上昇、火炎放射器のリロード短縮、手榴弾の属性変更、火炎属性攻撃への耐性増加（最終的にLv5以上で無効化になる）

Demolition（デモリション　爆発作業者）
2009/10/22のアップデートで追加されたPerk。爆発物の扱いに長けているPerkで、瞬間的な火力・特にFPに対する火力は他Perkの追従を許さない。
- Perk効果　手榴弾及びパイプ爆弾の所有数増加、爆発物のダメージ増加、爆発物割引、爆発物被ダメージ低下(ペイトリアークのロケット攻撃も含まれる)。

## 武器・その他
このゲームでは照準が表示されないので、二丁拳銃以外の銃火器は右クリックでアイアンサイトを覗くことができる。また、ホイールクリックで「オルトファイア」と呼ばれる強力な攻撃を繰り出すことができる。一部の武器はライト点灯やオートとセミオートの切り替えなど攻撃以外の行動をとる。なお、ナイフ・9mmハンドガン・手榴弾・医療注射器・溶接機の5つは全Perk共通の初期装備で、捨てたり売ったりすることはできない。それぞれの武器はPerk属性があり自身のPerkと合致する場合購入価格の割引や性能上昇といった補助効果が見込める。
近接武器(全てBerserker属性)
- ナイフ

初期装備、重量も0でクリティカル（特定モーションで1.5倍、バックスタブで2倍）のダメージボーナス設定が存在するので初期ウェーブ程度ならBerserker以外でもよく使う武器である。この武器は売買できない。
- マチェット

ナイフより若干広いリーチを持ち安価という特徴があるが、重量の点から見て対費用効果が高いとはいえない武器である。フィールドに落ちている。アップデートで重量が1になった上ナイフダメージが-30%された為相対的に強化されたと言える。
- 消防斧

マチェットよりさらにワイドなリーチを持ち、一発あたりの攻撃力の高さから対スクレイク戦などで使用されることもある。フィールドに落ちている。
- チェーンソー

驚異的な攻撃スピードを誇り（消防斧で1.2と設定された攻撃速度がBerserker以外でも0.1、Lv6なら0.075という速度である）時間当たりの攻撃力なら消防斧にも劣らないが、移動速度上昇ボーナスを受けられない為非常に足が遅くなるデメリットが存在する。アップデートで従来4分の1であった頭部への攻撃力が等倍に戻った。
銃火器
- 9mm ハンドガン(Sharpshooter)

初期装備、重量0でライト付きという副装備としてもってこいな武器。ただし威力は並の武器なのでなるべくヘッドショットを狙わないと大勢の敵は裁ききれない（属性のSharpshooterもヘッドショット特化Perkなので装備時には丁度いい武器ではある）フィールドに落ちている。
- デュアル9mm(Sharpshooter)

所謂Akimboの状態。単純火力は2倍になるがリロード時間が大幅に伸びる上アイアンサイトの使用が不可能になりヘッドショットの難易度が上がる。また重量も0から4まで跳ね上がる。
- ハンドキャノン(Sharpshooter)

台詞から.50AE弾を使用するタイプのようである。装填数は9mmの半分だが威力は3倍まで上がっている。フィールドに落ちている。
- デュアルハンドキャノン(Sharpshooter)

ファイアパワーは最早拳銃の域に収まらないが、リロード速度とエイム難易度というAkimbo独特の悩みは付いて回る。所持弾数も96発とメイン武器としては若干心許ないが、重量4でこの性能は中々のものである。また、シングルとAkimbo時の重量差が無いため、2挺持ちの際に重量増加を気にする必要が無いのもメリットである。フィールドに落ちているHCを拾うことでシングル→アキンボにすることも出来る（逆にシングルで使うつもりなのに拾ってしまう事故もありうる）
- ブルパップ(Commando)

英軍正式採用のアサルトライフルを切り詰めたモデル。Eotech製の55系列ダットサイトを標準装備しており、エイムのしやすさはトップレベル。装填数40でリロード速度もピカイチのため、雑魚掃除から大型の敵の頭を狙い耐久力を削るサポートまで果たせる万能武器である。オルトファイアでセミ・フルを切りかえられるが何故かセミオート時は威力が若干低下する。フィールドに落ちている。
- 火炎放射器(ファイアバグ)

Bloatに対して直噴ダメージボーナスが存在し、雑魚を文字通り焼いてなぎ払うことが可能な武器。ただし燃料の消費が激しく、指切りで撃っていかないとすぐにガス欠になってしまう。またFPに対しては無力といっていいほど効かない（ダメージ値－75%の耐性を持っている）。暗いマップが多いKFにおいては敵を着火しその居場所を味方に教えたりする副次的サポートも可能である。（ペイトリアークのが不可視の状態になっていても炎は残るため、非常に分かりやすい）
- レバーアクションライフル(Sharpshooter 装弾数10なのでM1892と思われる。ヘッドショット時2倍ダメージ)

装弾数10で1発撃つたびにコッキングが入ると一見してそれほど強そうには見えないが、割とエイムしやすいピープサイトを装備しておりハスク以下の雑魚敵なら十二分に裁ききれる能力を秘めている。またリロードも1発あたりの時間は短く中断が可能なため弾の続く限り素早く撃ち続け1発リロードしては撃ちといった戦法も可能である。フィールドに落ちている。
- ショットガン(Support Specialist　9mm以外に唯一フラッシュライトを装備した銃　リロードのキャンセル可能)

ポンプアクションショットガン。1発ごとにコッキングが入るが、貫通力があるため雑魚の掃除なら十二分に果たせる銃である。レバーアクションと同じくリロードキャンセルが可能。フィールドに落ちている。
- ハンティングショットガン(Support Specialist)

猟用の水平二連ショットガンを切り詰めたもの、2発打ち切らないとリロードできないという仕様だがオルトファイアで２発同時発射可能。通常時にはダメージ値が1発当たり300なのに対してオルト時は1000と3.33倍になるため、雑魚の群れの掃討のみならず大型の敵にも効果を発揮する
- L.A.W（対戦車ロケット）(Demolition）

モデルとなった物は使い捨てだがKFではリロード可能。ダメージ効率はM32などの方がよいため不遇とされるが、DemolitionのPerkボーナスによる恩恵はかなりのもの。
- クロスボウ(Sharpshooter 前述の通りヘッドショット時は4倍ダメージ、Sharpshooter時ならさらにPerkダメージボーナス追加)
- 手榴弾(Firebug & Support Specialist & Demolitionで何らかの性能変化)

その他
- 医療注射器(Field Medic)
- 溶接機(Support Specialist)
- アサルトベスト(無属性だがField Medicで着用時にボーナスあり)

2009/08/20のアップデートで追加された武器
- カタナ(Berserker)
- AK47(Commando 折りたたみ式ワイヤストックから東ドイツ製MPi-KMSと思われる　セミフル切り替え可能だがブルパップ同様セミオートでは若干威力が下がる)

2009/10/22のアップデートで追加された武器
- M79 グレネードランチャー(Demolition)
- M32 グレネードランチャー(Demolition)
- パイプ爆弾(Demolition)
- MP7 メディックガン(Field Medic ホージン社の改良によって治療アンプルの射出が可能。ダメージ0で人間にヒットした場合のみ緑色のエフェクトをあげ体力を回復させる。回復量はPerkに依存)
- AA12 オートショットガン(Support Specialist　セミフルの切り替え可能、20連ドラムマガジン仕様)
- M14 EBR(Sharpshooter　レーザーサイト付きライフルストック仕様)
- SCAR Mk17(Commando 威力と装填数等から7.62mmモデルのSCARHeavyである)

2010/10/8のアップデートで追加された武器
- MAC-10(Firebug)非常にサイクルが早い、セミフル切り替え可能。Firebug時のみ弾薬が焼夷弾になる。